# Isòbara

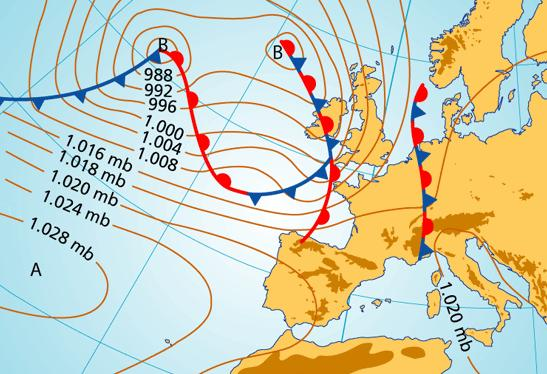
Isòbares en un mapa isobàric.

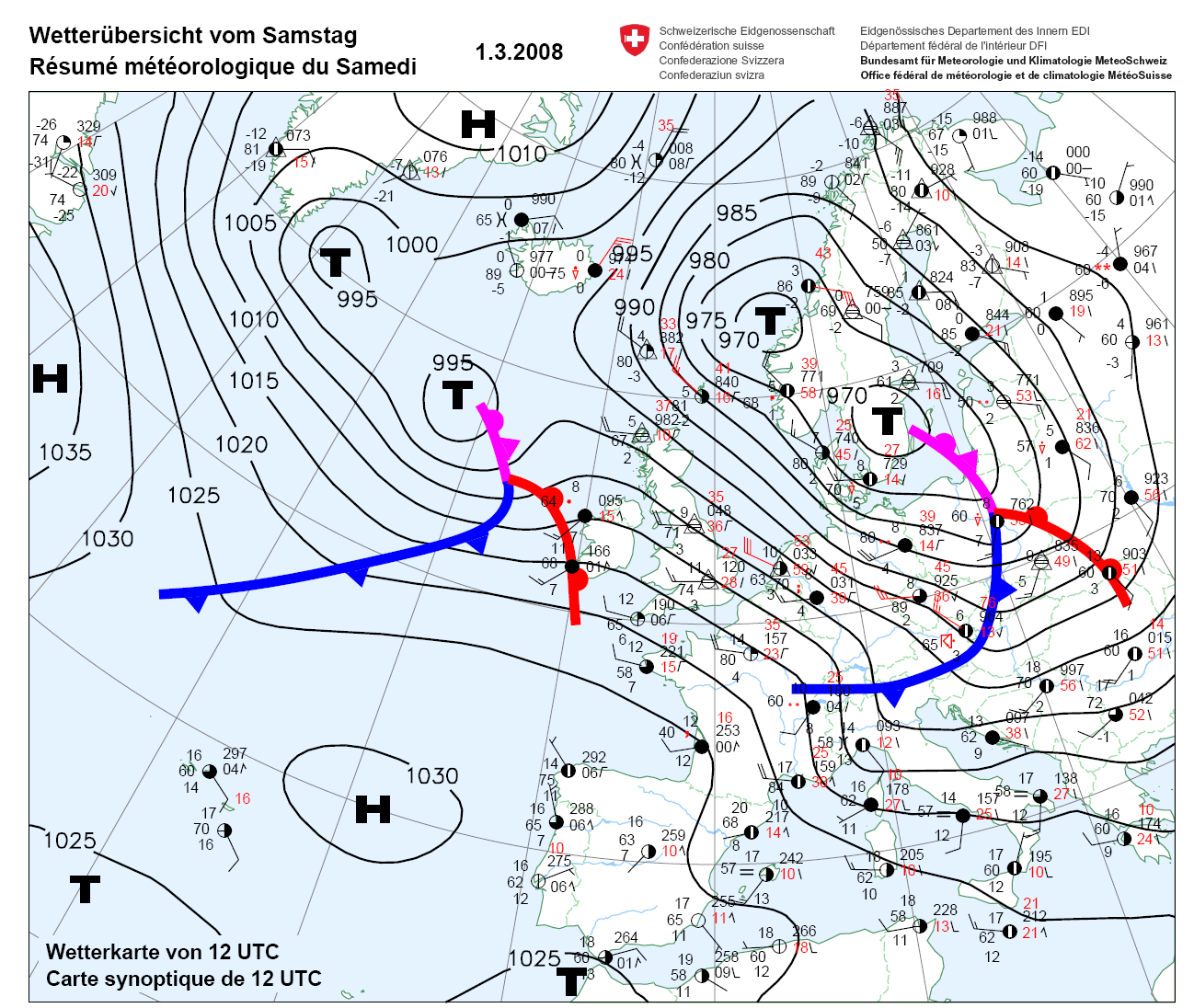
mapa isobàric

Una isòbara (meteorologia) (del grec ἴσος: "igual" i βάρος: "pes"), és la línia que uneix, en un mapa sinòptic, els punts que tenen la mateixa pressió atmosfèrica. Una línia "ideal" que uneix els punts amb el mateix valor de pressió, un cop reduïda al nivell del mar. Constitueix un dels elements fonamentals en un mapa del temps, ja que la seva configuració indica els centres d’acció (anticicló o depressió) i, fins i tot, la força i direcció dels vents.
Cadascuna de les isòbares circumda una superfície (capa d'aire) amb una mateixa pressió atmosfèrica que s'expressa en hPa (hectopascals) o en mbar (mil·libars).
La línia és traçada respecte d'una superfície de referència determinada, com ara una superfície d'alçada o altitud constant (especialment el nivell mitjà del mar als mapes de superfície), una superfície isentròpica, o el pla vertical d'una secció transversal sinóptica.
El mapa d'isòbares sempre ha estat un element principal de l'anàlisi de gràfics de superfície. Les isòbares solen dibuixar-se a intervals d'un mil·libar o més, depenent de l'escala necessària per a representar o il·lustrar un mapa meteorològic específic.

## Interpretació en els mapes
Les isòbares són línies d'igual o constant pressió dibuixades en un mapa meteorològic. Es poden utilitzar per a localitzar zones de baixa o d'alta pressió en una àrea àmplia i poden indicar la intensitat o l'evolució d'un sistema d'altes i baixes pressions en un moment i en una àrea determinada. Als mapes meteorològics, els centres de les àrees d'alta pressió o anticiclons s'assenyalen amb una A (alta pressió) o una H (high pressure) al centre de la regió envoltada per les isòbares i el centre de les àrees de baixa pressió o depressions s'assenyalen amb una B (baixa pressió) o una L (low pressure) depenent de la llengua usada en la cartografia.
Aquests centres indiquen els punts de les àrees on la pressió atmosfèrica és més alta o més baixa.
En general, la pressió més baixa és allà on és més probable que es produeixin precipitacions, i les pressions altes solen estar associades a condicions de temps clar i assolellat. Quan les isòbares estan més juntes, es poden esperar condicions de vent.

## Traçament d'isòbares als mapes